# Wilhelm Witteler
Wilhelm Witteler (* 20. April 1909 in Steele; † 13. Mai 1993 ebenda) war ein deutscher Mediziner, SS-Sturmbannführer und Lagerarzt im Konzentrationslager Dachau. Als Kriegsverbrecher wurde Witteler in den Dachauer Prozessen zum Tode verurteilt, später begnadigt und 1954 vorzeitig entlassen.

## Leben
Witteler absolvierte ein Studium der Medizin und legte das medizinische Staatsexamen ab. Er war verheiratet, aus der Ehe gingen zwei Kinder hervor. Am 1. Mai 1933 trat er der NSDAP (Mitgliedsnummer 2.137.040) bei. Am 15. Oktober 1938 wurde er Mitglied der SS (Mitgliedsnummer 310.314). Er gehörte als Mitglied der Waffen-SS den SS-Totenkopfverbänden an. 1939 bis 1940 war er SS-Arzt im KZ Sachsenhausen. Von 1940 bis 1943 war er als Regimentsarzt in der 3. SS-Panzer-Division Totenkopf unter anderem an der Ostfront im Einsatz. Zwischen 1. Januar 1944 und dem 20. August 1944 war Witteler Erster Lagerarzt im KZ Dachau. In diesem Konzentrationslager war er bereits 1938 als Arzt tätig gewesen. Nach eigenen späteren Aussagen war Witteler an der Auswahl von Häftlingen beteiligt, die während der Malariaversuche von Claus Schilling vorsätzlich infiziert wurden. Häftlinge, deren Tod infolge der Experimente absehbar war, wurden in die von Witteler geleitete Krankenstation verlegt. Nach dem Tod dieser Häftlinge unterschrieb Witteler die Sterbeurkunden, die keine Hinweise auf die Malariainfektion enthielten. Als Lagerarzt unterstand Witteler die Krankenstation mit 1.500 bis 1.700 Häftlingen, monatlich starben Wittelers Angaben zufolge zwischen 60 und 80 Gefangene. Im August 1944 kehrte Witteler zum Fronteinsatz zurück.
Nach Kriegsende war Witteler ab dem 15. November 1945 zusammen mit weiteren 39 Angehörigen des Dachauer Lagerpersonals – darunter sein Nachfolger in Dachau, Fritz Hintermayer – Angeklagter im Dachau-Hauptprozess, der im Rahmen der Dachauer Prozesse stattfand. Die Anklage vor dem amerikanischen Militärgericht lautete auf „Verletzung der Gesetze und Gebräuche des Krieges“, gleichermaßen gegen Zivilpersonen wie gegen Kriegsgefangene. Innerhalb der Anklage spielte der Begriff des „Common Design“, des gemeinsamen Vorhabens eines Verbrechens eine zentrale Rolle: Nicht allein die individuellen Taten des KZ-Personals wurden als verbrecherisch angesehen, sondern das System der Konzentrationslager an sich. Im Zuge der Vorermittlungen hatte es sich als schwierig erwiesen, einzelne Verbrechen den Angeklagten zuzuordnen, da nur einige KZ-Häftlinge überlebt hatten, die infolge ihrer Traumatisierung nur unpräzise Aussagen tätigen konnten oder die Namen der Täter nur teilweise kannten.
Witteler wurde am 13. Dezember 1945 ebenso wie 35 Mitangeklagte zum Tode verurteilt. In seinem Fall sah das Gericht Wittelers Teilnahme an zwei Hinrichtungen als individuelle Exzesstat als erwiesen an. Witteler hatte den Tod der Hingerichteten festgestellt. Ebenso sei er als Erster Lagerarzt für die Hygiene und Krankheitsvorsorge der Häftlinge zuständig gewesen. Für eine Begnadigung Wittelers setzte sich unter anderem Martin Niemöller in einem Brief vom 24. Januar 1946 ein. Niemöller war während seiner Haft in Dachau von Witteler behandelt worden und bescheinigte Witteler, kein SS-Krimineller, sondern ein „richtiger“ Arzt gewesen zu sein.
In der Revisionsinstanz wurde das Urteil später auf zwanzig Jahre Haft reduziert. In einem Überprüfungsbericht vom März 1946 hieß es unter Verweis auf Wittelers Rolle bei den Malariaexperimenten, er sei schuldig im Sinne eines gemeinsamen Vorhabens eines Verbrechens. Witteler wurde zugutegehalten, dass es in seiner Zeit als Dachauer Lagerarzt nicht zu einer Vernachlässigung der KZ-Häftlinge in dem Ausmaß wie später unter Fritz Hintermayer gekommen sei. Fürsprache für seine vorzeitige Freilassung erhielt er dann von der Stillen Hilfe für Kriegsgefangene und Internierte und der Arbeitsgemeinschaft für Recht und Wirtschaft, München, beides Organisationen des Rechtsanwaltes Rudolf Aschenauer. Nach der Haftentlassung aus dem Kriegsverbrechergefängnis Landsberg am 13. März 1954 kehrte Witteler nach Essen-Steele zurück.